# Fogo de artifício

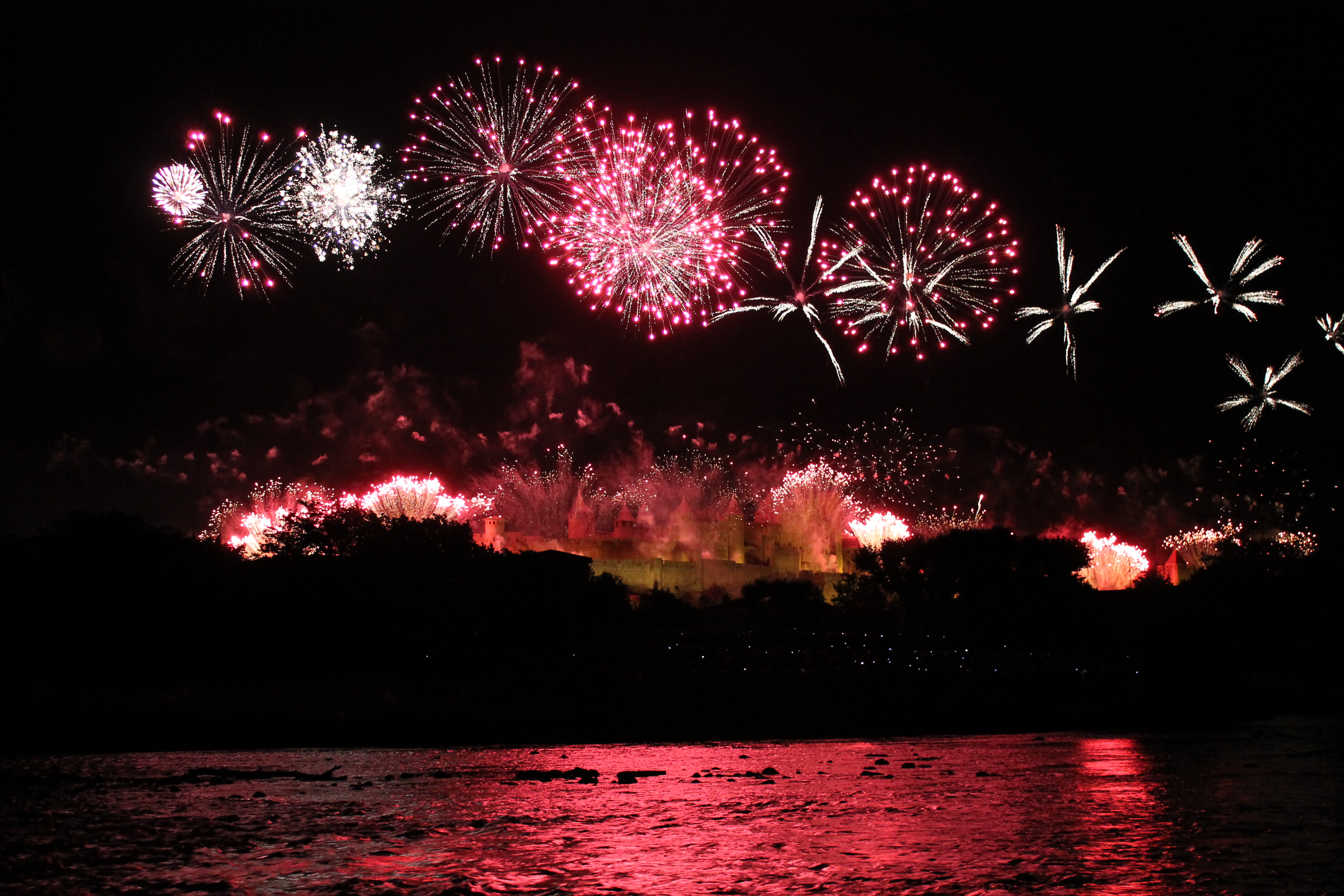
Fogos de artifício em Carcassonne, França.

Fogos de artifício

O termo fogo de artifício (grafia anterior ao AO 1990: fogo-de-artifício) designa explosivos de efeito pirotécnico ou sonoro feitos para fins de entretenimento, efeitos estéticos ou visuais. Geralmente são utilizados em festividades, eventos, celebrações ou para efeitos especiais e visuais em apresentações, concertos, peças de teatro ou afins.
O termos "artifício" vem do latim artificium (artificial, não natural), entretanto, seu uso no termo "fogos de artifício" tem outro significado: artifício é algo usado para detonar uma carga explosiva, como um isqueiro ou pavio. Logo, os elementos usados para acender o céu com explosões de sons e luzes através de efeitos pirotécnicos são os "artifícios".
Fogos de artifício são utilizados nas mais diversas ocasiões, principalmente em ocasiões festivas, feriados e festas religiosas. Eles também podem ter diversos tipos, formatos e efeitos diferentes: os mais comuns são os fogos de estampido e fogos de efeitos visuais que são divididos em diversos tipos (bombas, foguetes, rojões, fontes, etc), classificações (tipos, efeitos e categorias) e níveis de restrição (leis, regulamentos, licenças para soltá-los, etc.).
O Brasil atualmente é o segundo maior produtor de fogos de artifício do mundo, perdendo apenas para a China. A cidade de Santo Antônio do Monte, no estado de Minas Gerais é a sede do polo brasileiro de fabricação de fogos de artifício.

## História

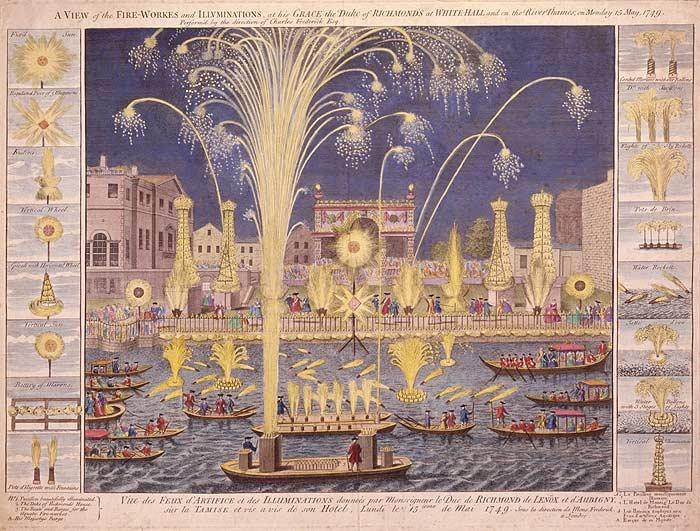
O show dos Fogos de Artíficio Reais no rio Tâmisa em Londres, na Inglaterra em 1749.

A pirotecnia teria surgido na Ásia no período da pré-história há mais de 2000 anos quando alquimistas estudavam fórmulas e a partir da mistura de salitre, enxofre e carvão, inventaram a pólvora. Os fogos de artifício não tem uma origem em um local ou período específico, os alquimistas do Islã teriam desenvolvido maneiras de criar chamas coloridas com seus sais oxidantes de potássio no século VII.  Também datam de há cerca de 1000 anos os primeiros registros de tiros coloridos de morteiros para fins militares na China, a fim de avisar e comemorar vitórias nas guerras.
Por volta do século XIV, os fogos de artifício fabricados na China começaram a aparecer nos bazares na Arábia e nos países europeus, não se sabe ao certo se por intermédio dos comerciantes árabes ou por expedições realizadas por diversos exploradores como Marco Polo. Nesta época, as exibições de fogos de artifício encantavam os europeus.
No mesmo século, diversos países, principalmente europeus dentre eles a Itália e a Espanha passaram a se aperfeiçoar nas técnicas de produzir os fogos, tendo até hoje diversas fábricas e famílias tradicionais produzindo os artefatos. Os fogos de artifício se tornaram populares no ocidente a partir do século XVII.
Com o tempo, foram surgindo novas tecnologias e estudos para melhorar os produtos, apesar do processo de fabricação se manter artesanal devido ao risco de acidentes com a carga explosiva.

## Fogos de artifício no Brasil
No Brasil, os primeiros registros de fabricação e uso de fogos de artifício datam de um período entre os séculos XVIII e XIX, se popularizando principalmente neste último devido a chegada da família real portuguesa ao país e ao período da consolidação do Império do Brasil. Em 1859, surgem os primeiros registros da produção de fogos de artifício na cidade de Santo Antônio do Monte, em Minas Gerais, que viria a se tornar anos mais tarde, o principal polo produtor de pirotecnia do Brasil.
Ao longo dos anos seguintes, a quantidade de fábricas de fogos de artifício na região mineira e no país crescia cada vez mais, surgindo neste período, diversas empresas tradicionais como a Fogos Record, a Fogos Caramuru, a Adrianino, a Inbrasfogos, dentre outras centenas de fabricantes pirotécnicas espalhadas pelo país, estando situadas principalmente nas regiões Sudeste e Nordeste do Brasil.
No Brasil também existem diversas entidades de classe associadas aos comerciantes, fabricantes e especialistas em fogos de artifício para representa-los e auxiliar o governo em relação as regulamentações, fiscalização e novas legislações referentes ao assunto, as principais são a Associação Brasileira de Pirotecnia (ASSOBRAPI), a Associação da Indústria e Comércio de Fogos de Artifício do Paraná e o Sindicato da Indústria de Explosivos no Estado de Minas Gerais (SINDIEMG), sendo este último o responsável pela realização anual da Feira Nacional de Pirotecnia (FENAPI), um evento realizado pela indústria de fogos de artifício e componentes para exibir e demonstrar seus produtos e tecnologias.

## Composição pirotécnica

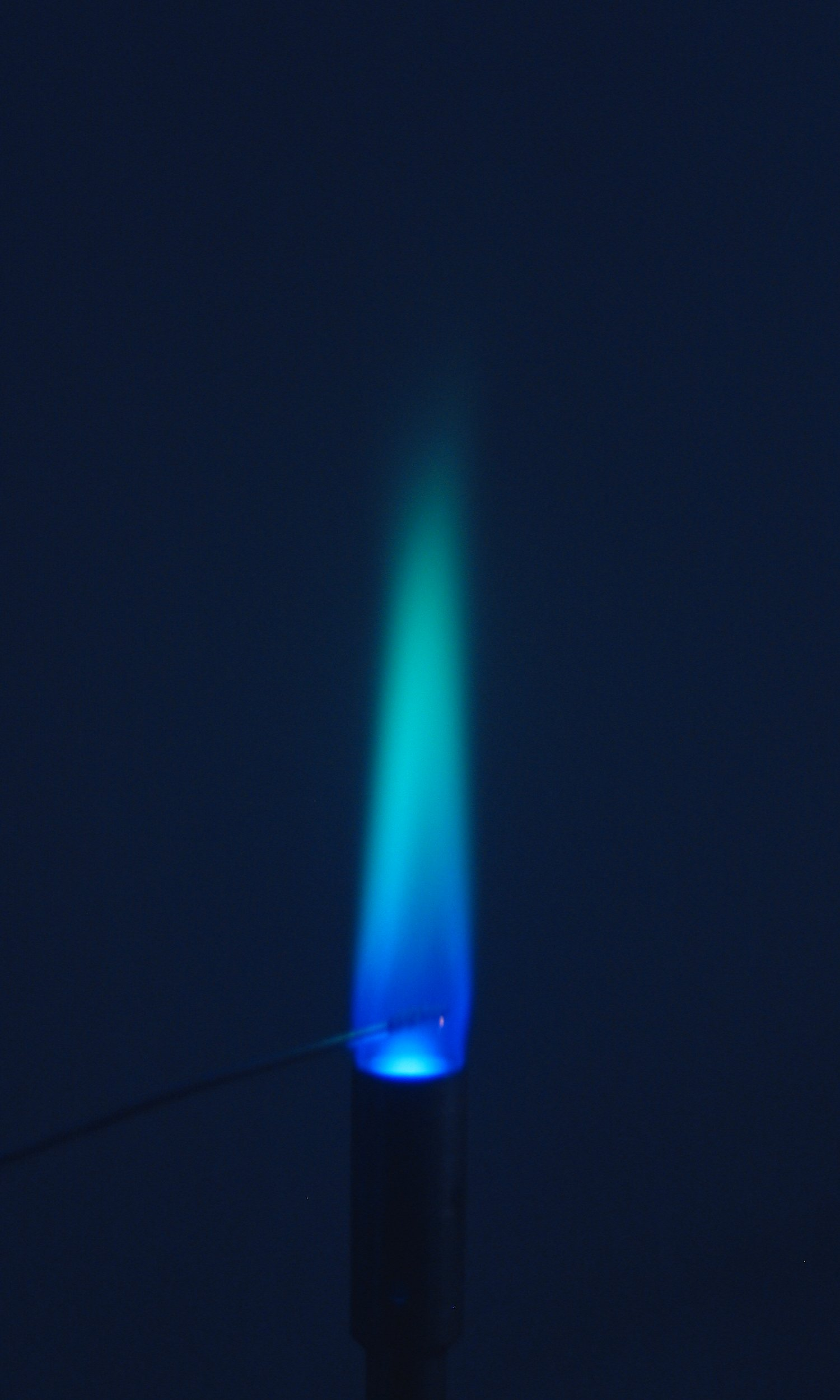
O cobre quando queimado forma as cores azul ou verde-azulado nos fogos de artifício.

As cores e efeitos pirotécnicos presentes nos fogos de artifícios são geradas por componentes conhecidos como "baladas" - que produzem uma luz intensa quando entram em ignição. Estas baladas são produzidas com quatro componentes químicos básicos:
- Um combustível (geralmente pólvora negra)
- Um oxidante (que em conjunto com o combustível produz calor)
- Minerais e sais para cor (quando o combustível em si não gera a cor)
- Um aglutinante (para manter todos os componentes juntos)

As cores são definidas por uma variedade de sais e minerais que ao serem queimados geram diferentes cores (conferir imagem ao lado). Na tabela a seguir, estão listados os principais minerais e sais utilizados para formar cores em fogos de artifício.
| Cor      | Metal                                                 | Componentes                                                                         |
| -------- | ----------------------------------------------------- | ----------------------------------------------------------------------------------- |
| Vermelho | Estrôncio (vermelho intenso) Lítio (vermelho mediano) | SrCO3 (carbonato de estrôncio) Li2CO3 (carbonato de lítio), LiCl (cloreto de lítio) |
| Laranja  | Cálcio                                                | CaCl2 (cloreto de cálcio)                                                           |
| Amarelo  | Sódio                                                 | NaNO3 (nitrato de sódio)                                                            |
| Verde    | Bário                                                 | BaCl2 (cloreto de bário)                                                            |
| Azul     | Haletos de cobre                                      | CuCl2 (cloreto de cobre), em baixa temperatura                                      |
| Indigo   | Césio                                                 | CsNO3 (nitrato de césio)                                                            |
| Violeta  | Potássio Rubídio (violeta avermelhada)                | KNO3 (nitrato de potássio) RbNO3 (nitrato de rubídio)                               |
| Dourado  | Carvão mineral ou ferro                               | Carvão mineral ou ferro                                                             |
| Branco   | Titânio, alumínio, berílio ou pó de magnésio          | Titânio, alumínio, berílio ou pó de magnésio                                        |

## Efeitos

### Visuais

#### Anel

Uma candela romana por dentro.

Efeito visual em formato circular, podendo formar imagens no céu como anéis, corações ou até mesmo, desenhos tipo smiley.

#### Candela romana
A candela romana é um tubo com diversas baladas ou projéteis organizados com um pequeno intervalo entre eles, conectados pelo pavio para disparar os componentes sequencialmente.

#### Crackling
Efeito sonoro similar a um estalo produzido por baladas pequenas. Geralmente se utilizam vários para se produzir uma sequência de estalos.

#### Crossette
Baladas maiores que se espalham e se transformam em baladas menores após a explosão do morteiro, geralmente se rompem em quatro partes causando um efeito onde as baladas se cruzam.

#### Crisântemo
Uma explosão esférica com baladas coloridas deixando um rastro visível de efeitos tipo flash.

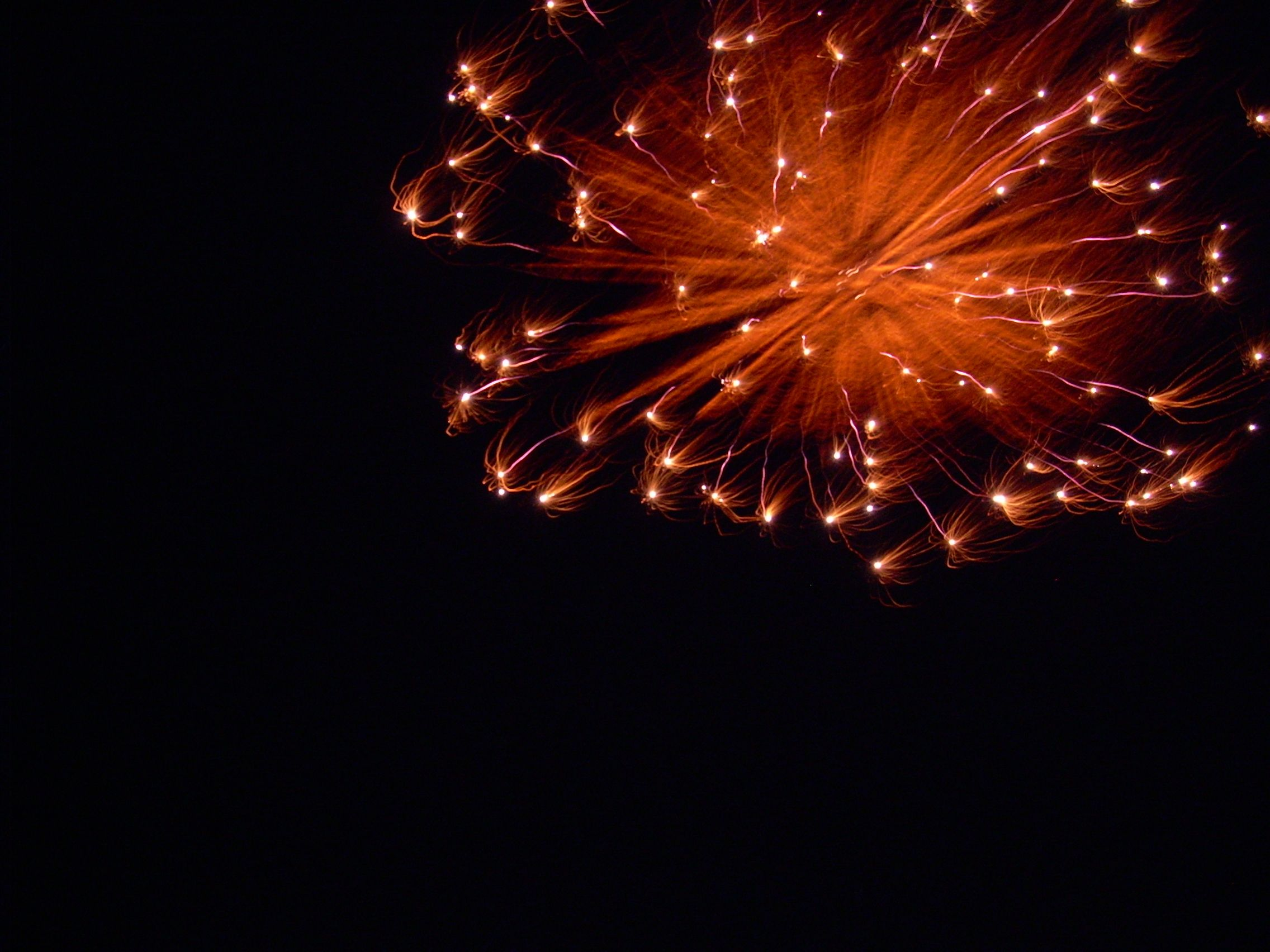
Um exemplo de efeito kamuro.

#### Kamuro
Também conhecido como kamurro, é composto por baladas que deixam um rastro dourado e prateado bem intenso e brilhante quando explode.

#### Mina
Também conhecidos como pot à feu ou repuxitos, são tubos curtos com uma carga múltipla de baladas, serpentinas, confetes ou componentes pirotécnicos que são atirados para cima em uma curta distância. São muito utilizados como efeitos especiais para apresentações.

#### Múltiplos projéteis
Podem ser utilizados de duas maneiras: como morteiros (que possuem outras bombas ou morteiros menores dentro, sendo soltos e explodindo no céu após a explosão principal, podendo ser coloridos ou somente para estampido) ou como foguetes/rojões de múltiplos tiros (tubos com uma carga de pólvora propulsora e múltiplas bombas com pavios diferentes para explodir sequencialmente após ser disparado para o céu).

#### Palmeira
Efeito visual similar ao kamuro, porém com baladas mais coloridas e traçantes de outras cores.

#### Peônia
Efeito visual mais comum de fogos de artifício coloridos, são espalhadas baladas de uma cor após a explosão, porém, ao contrário do kamuro ou da palmeira, não possui efeito traçante.

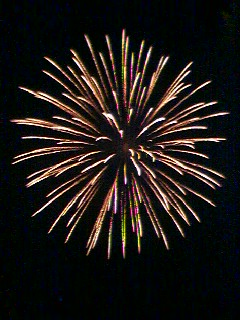
Efeito spider ou aranha em festival de fogos no Japão.

#### Spider
Também conhecido como aranha, é frequentemente confundido com o kamuro, porém sem efeitos flash e com característica mais traçante e encorpada. Tende a marcar uma série de linhas radiais no céu, dando um aspecto de patas de aranha.

### Sonoros
Segundo a Associação Brasileira de Pirotecnia (ASSOBRAPI), há cinco tipos de efeitos sonoros e barulhos emitidos pelos fogos de artifício conforme definições do engenheiro pirotécnico japonês Takeo Shimizu.
No livro "Fireworks - The Art, Science and Technique" publicado em 1981, os efeitos sonoros causados pelos fogos de artifício são:

#### Disparo
Barulho causado por fogos de artifício disparados a partir de um tubo ou morteiro no momento em que são acionados, é resultado do disparo inicial que lança os projéteis que causarão efeito ou explodirão no céu.

#### Abertura
Similar ao tiro ou estampido, geralmente é emitido por um morteiro ou projétil explosivo para abrir o efeito visual no céu.

#### Tiro ou estampido
Efeito sonoro mais comum de fogos de artifício, tecnicamente um estouro alto causado por explosivos geralmente compostos de pólvora branca.

#### Zumbido
Efeito sonoro similar ao som de abelhas, geralmente é produzido pelo efeito da propulsão ou da liberação de gases de dentro do dispositivo pirotécnico.

#### Apito
Efeito sonoro bem agudo de apito produzido pela ressonância dos gases. Geralmente são produzidos com a mistura de compostos como benzoato ou salicilato e um oxidante como o potássio.

## Legislação e classificações

### No Brasil
A regulamentação para fogos de artifício e produtos pirotécnicos no Brasil é feita pelo decreto-lei nº 4238, de 8 de abril de 1942 que regulamenta a venda, fabricação e a utilização destes produtos no país. Pela lei, existem quatro classes de fogos de artifício diferentes, sendo elas:
- Classe A: venda e uso livre para qualquer pessoa, incluindo menores de idade.
- Classe B: venda livre somente para maiores de 16 anos de idade, uso proibido próximo à escolas e hospitais.
- Classe C: venda livre somente para maiores de 18 anos de idade, uso somente com licença de autoridade competente em hora e local previamente designados.
- Classe D: venda livre somente para maiores de 18 anos de idade, uso permitido somente com licença prévia de autoridade competente.

A lei também proíbe a venda de fogos de artifício em casas e comércios que não possuam autorização legal para isto, proíbe a soltura, fabricação e venda de balões juninos e fogos que possuam dinamite em sua composição.

### Em Portugal
A regulamentação para fogos de artifício e produtos pirotécnicos em Portugal é feita pelo decreto-lei nº 34/2010, que autoriza a compra de fogos de artifício por particulares e o uso dos mesmos em áreas privadas de acordo com os termos da lei. Os fogos de artifício são divididos nas seguintes categorias:
- Categoria 1: venda e uso livre para maiores de 16 anos, podendo ser de utilização interna ou externa, respeitando uma distância segura recomendada de 1 metro.
- Categoria 2: venda e uso livre para maiores de 18 anos, apenas para utilização externa, respeitando uma distância segura recomendada de 8 metros.
- Categoria 3: venda e uso livre para maiores de 18 anos, apenas para utilização externa, respeitando uma distância segura recomendada de 15 metros.
- Categoria 4: venda e uso restritos apenas a pessoal capacitado e habilitado para uso profissional, respeitando regras de distanciamento e segurança específicas.

A lei também prevê especificações de segurança para os fogos de artifício, estabelecimentos de venda e outras informações e especificações técnicas.

## Uso em festas populares

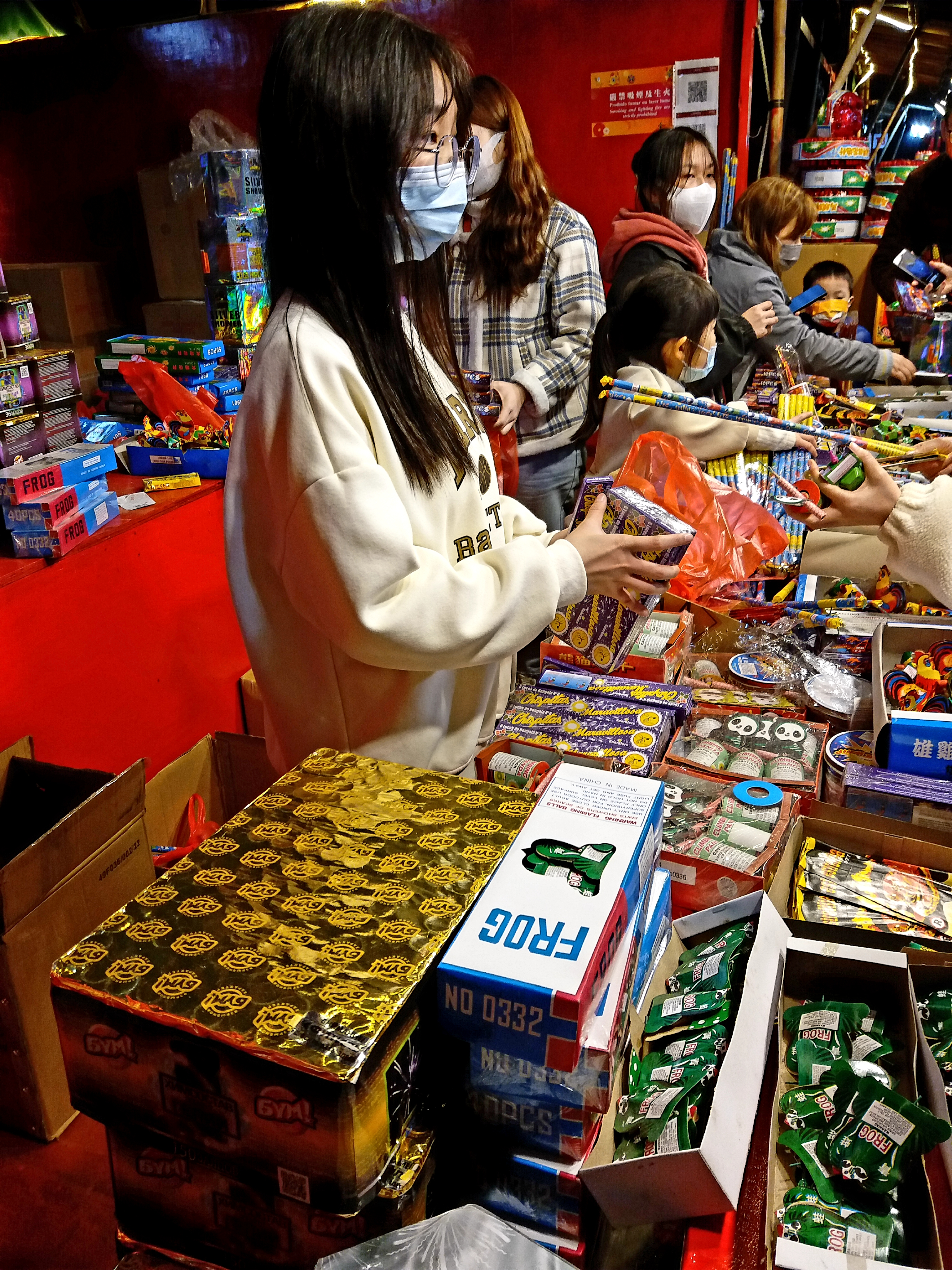
vendido de fogos de artifício durante Ano Novo Chinês em Macau

Fogos de artifício são constantemente utilizados em festas populares, feriados, eventos sociais, esportivos e religiosos. O feriado mais típico para a utilização de fogos de artifício no mundo é o Ano Novo, seguido do Ano Novo Lunar e do Dia da Independência dos Estados Unidos onde somente em 2019, os estadunidenses gastaram cerca de US$ 1.3 bilhões de dólares com pirotecnia.
No Brasil e em Portugal, assim como em outros países majoritariamente católicos, também é comum o uso de fogos de artificio em festejos de santos e padroeiros de cidades, estados ou países, como é o caso da celebração do Senhor do Bonfim, na Bahia ou Nossa Senhora de Aparecida em todo o Brasil. Fogos de artifício como bombinhas, foguetes e rojões também estão presentes nos festejos juninos, mais especificamente no dia de São João. Segundo a tradição, os fogos serviriam para acordar o santo para as festividades.
Também são utilizados frequentemente em inaugurações, eventos políticos e em dias de jogos de futebol por torcedores como uma maneira de comemorar um gol ou uma vitória do seu time. Os fogos de artifício mais comuns a serem utilizados nessas ocasiões são os foguetes de tiro como os foguetes de três tiros ou os foguetes 12x1 que disparam ao céu, respectivamente, três tiros ou doze tiros comuns e um último tiro mais forte.

## Segurança

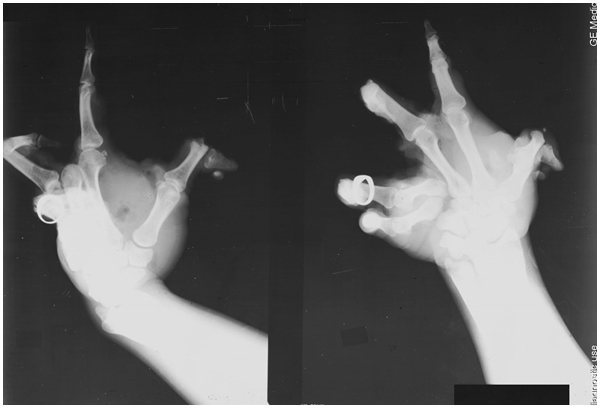
O uso de fogos de artifício é responsável por inúmeros acidentes todos os anos, como no caso do raio-X desta mão perdida por um deles.

É importante seguir protocolos de segurança para utilizar fogos de artifício sem riscos de causar um acidente ou uma lesão grave como amputações, deformações ou a dilaceração total de um membro. Algumas dicas são essenciais para o uso de fogos de artifício como não manusear fogos se estiver alcoolizado ou sob efeito de drogas, não armazenar fogos nos bolsos ou juntos ao corpo, não apontar ou atira-los em direção a outras pessoas e não soltar os fogos de artifício com as mãos: coloque-o no chão, acenda e afaste-se.
O ortopedista Paulo Marcel Yoshi, da Sociedade Brasileira de Ortopedia e Traumatologia diz que: "São bastante comuns nestes casos a amputação de dedos ou até mesmo da mão. E uma explosão mal calculada pode comprometer inclusive antebraço e braço. Lesões desse porte podem impedir, inclusive, a pessoa de levar uma vida normal".
Menores de idade e crianças não devem brincar com fogos de artifício com exceção daqueles destinados e classificados para a sua idade com a supervisão de um adulto responsável. Lembre-se de ler sempre as instruções de segurança fornecidas pelo fabricante, geralmente elas estão presentes na embalagem do produto. Caso algum fogo de artifício falhe, não tente reutiliza-lo, molhe-o e descarte depois de um tempo seguro de no mínimo 10 minutos. Não tente fazer fogos de artifício caseiros ou desmanchar bombas e foguetes, alguns fogos podem conter pólvora branca que é sensível ao atrito e pode causar explosões inesperadas mesmo sem a presença de chama aberta.
O armazenamento correto de material explosivo também é importante para evitar acidentes e possíveis defeitos nos fogos. Mantenha-os sempre longe da umidade e do calor em local seco e seguro, afastado de botijões de gás, aerossóis, isqueiros e longe do alcance de crianças. Evite estocar grandes quantidades de fogos de artifício.

## Riscos e danos
O uso de fogos de artifício pode trazer além dos riscos a integridade física e a audição daquele que os utiliza, riscos ao meio ambiente (incêndios, liberação de poluentes, perigo aos animais) e as demais pessoas (traumas físicos e psicológicos, amputações, danos físicos e financeiros).
Fogos de artifício causam muita poluição sonora e atmosférica. Muitos animais sofrem com o barulho dos fogos de artifício, sejam eles silvestres da fauna natural ou animais domésticos como cães, gatos e pássaros, podendo causar reações de estresse nestes levando a alterações fisiológicas como aumento da frequência cardíaca, piloereção e alterações no metabolismo da glicose. Em 2011 na cidade de Little Rock, nos Estados Unidos, centenas de pássaros apareceram mortos durante a virada do ano de 2010 para 2011, a principal suspeita é de que eles teriam se desorientado com o barulho dos fogos de artifício.
Em humanos, reações de estresse e crises podem ocorrer em pessoas que tem autismo. Geralmente, essas pessoas se sentem perturbadas com barulhos muito altos. Quanto aos danos a atmosfera, os fogos de artifício causam uma contaminação a curto prazo, levando ao aumento de partículas em suspensão no ar em até 7,16%, sendo nocivo a quem respira e aumentando consideravelmente a emissão de partículas de metais, produtos químicos nocivos e outros componentes que podem causar problemas de saúde, incluindo na tiróide.

## Acidentes graves
Acidentes e tragédias com fogos de artifício ocorrem com certa frequência devido ao mal uso, imprudência, armazenagem inadequada e acidentes envolvendo a fabricação de fogos de artifício e seus componentes, geralmente elas envolvem vítimas fatais e deixam um rastro de destruição no local. Alguns exemplos de grandes ocorrências, explosões e incêndios causados por fogos de artifício ocorreram em:
- 1979 - Explosão na fábrica da Inbrasfogos matou 13 pessoas e feriu outras 24 pessoas em Santo Antônio do Monte, MG[26]
- 1988 - Explosão no centro da Cidade do México destrói o Mercado Merced, matando cerca de 62 pessoas e ferindo mais de 80[27]
- 1991 - Explosão no Bazar Santa Bárbara matou 21 pessoas em Niterói, RJ[28]
- 1995 - Explosão na loja Ogum Sete Estrelas matou 15 pessoas e feriu 18 pessoas em Pirituba, na cidade de São Paulo, SP[29][30]
- 1998 - Explosão em fábrica ilegal mata 64 pessoas em Santo Antônio de Jesus, BA[31]
- 2000 - Explosão no depósito da S.E. Fireworks mata 20 pessoas e ferindo quase 1000 em Enschede, nos Países Baixos[32]
- 2001 - Incêndio causado por fogos de artifício destrói a casa de shows Canecão Mineiro matando 7 pessoas e ferindo quase 200 em Belo Horizonte, MG[33]
- 2001 - Explosão massiva no mercado Mesa Redonda mata 290 pessoas e fere outras centenas em Lima, no Peru[34]
- 2003 - Incêndio causado por fogos de artifício destrói a casa de shows Station Nightclub e mata 100 pessoas em West Warwick, nos Estados Unidos[35]
- 2004 - Incêndio causado por fogos de artíficio destrói a casa de shows República Cromañón e mata 194 pessoas em Buenos Aires, na Argentina[36]
- 2009 - Incêndio causado por fogos de artifício durante as celebrações do ano-novo chinês destrói um prédio da CCTV, emissora estatal chinesa em Pequim, na China[37]
- 2012 - Incêndio causado por fogos de artifício destrói a casa de shows Kiss e mata 245 pessoas em Santa Maria, RS[38]
- 2016 - Explosão no mercado de fogos de San Pablito mata 27 pessoas em Tultepec, no México[39]
- 2020 - Explosão em depósito de fogos de artifício atinge um depósito de nitrato de amônio e causa uma explosão maior que resulta em 202 mortes e mais de 6000 feridos no porto de Beirute, no Líbano[40][41]